# Jacques Santer
Jacques Santer (Wasserbillig, 18 maggio 1937) è un politico lussemburghese.
È stato ministro, Primo ministro del Lussemburgo e presidente della Commissione europea.

## Formazione
Santer si laureò in economia all'Università di Strasburgo.

## Carriera politica

### Incarichi di governo in Lussemburgo
Santer è membro del Partito Popolare Cristiano Sociale ed è stato leader del partito dal 1974 al 1982.
Tra il 1975 e il 1979 Santer fece parte del Parlamento europeo. Nel 1979 venne nominato ministro delle finanze, del lavoro e della sicurezza sociale del Lussemburgo.
Il 20 luglio 1984 venne nominato primo ministro, incarico che svolse ininterrottamente fino al 20 gennaio 1995, mantenendo anche l'incarico di ministro delle finanze.
Nel febbraio 1986 Santer ospitò a Lussemburgo il vertice del Consiglio europeo che approvò l'Atto Unico Europeo. Dal 1991 al 1994 Santer fu anche governatore della Banca Europea per la Ricostruzione e lo Sviluppo.

### Presidente della Commissione europea
Santer venne nominato Presidente della Commissione europea nel gennaio 1995. Fu scelto dopo che il governo britannico pose un veto contro il candidato appoggiato dai governi francese e tedesco Jean-Luc Dehaene. Il processo di selezione del presidente, gestito con negoziati poco trasparenti tra i governi, venne aspramente criticato dal Parlamento europeo, che approvò la nomina di Santer con un margine molto stretto: 260 voti a favore, 238 contrari e 23 astenuti.
La Commissione Santer lavorò per preparare l'introduzione dell'euro e contribuì all'elaborazione del Trattato di Amsterdam del 1999.
La Commissione fu costretta alle dimissioni nel 1999, dopo che un'inchiesta indipendente aveva rivelato cattive pratiche di gestione ed amministrazione da parte di alcuni commissari. Visto il rifiuto dei commissari coinvolti di dimettersi e vista l'impossibilità per il presidente della Commissione di rimuovere dei commissari dal loro incarico, l'intera commissione si dimise il 15 marzo 1999. La presidenza venne assunta ad interim  dal vicepresidente Manuel Marín, che gestì il periodo di transizione fino all'entrata in carica della Commissione Prodi.
Nella legislatura 1999-2004 Santer è stato membro del Parlamento europeo. Dal 2002 al 2003 fece parte anche della Convenzione europea incaricata di preparare la costituzione europea.

## Altre attività
Nel 1996 Santer entrò a far parte del consiglio di amministrazione della holding finanziaria "General Mediterranean Holdings" (GenMed) posseduta dal finanziere anglo-iracheno Nadhmi Auchi.
Attualmente Santer presiede il consiglio di amministrazione del museo d'arte moderna "Grand-duc Jean" (Mudam) di Lussemburgo.
Santer ha fatto parte della Commissione Trilaterale.